# Christophe Crépet
Christophe Crépet (* 11. Mai 1807 in Lyon; † 5. November 1864 ebenda) war ein französischer Architekt. Er hat besonders an der Gestaltung des 3. Arrondissement von Lyon gearbeitet.

## Biographie
Christophe Crépet stammt aus dem Lyoner Stadtteil La Guillotière. Er hat an der École des Beaux-Arts in Paris studiert und war 1830 Schüler des Architekten Léon Vaudoyer.
Am 11. März 1833 nahm er das Amt eines Architecte-voyer der Gemeinde la Guillotière an. Dabei handelte es sich um den Aufgabenbereich eines Tiefbauingenieurs. Von 1838 bis 1852 war er Architekt des Hospice des vieillards. Danach wird er Architekt des 3. Arrondissement von Lyon.
Christophe Crépet war auch der Autor eines Militärplans für Lyon, das 1793 belagert wurde. Dieser Plan bildet die Grundlage für die Histoire politique et militaire, die 1844 von Alphonse Balleydier geschrieben wurde. 1843 entwarf er eine Topographie von La Guillotière und ein Projekt zur Verschönerung von Lyon.
1842 trat er der Société académique d'architecture de Lyon bei und wurde 1847 Mitglied der Société littéraire de Lyon. Als Leiter der Feuerwehr von La Guillotière (und dann von Lyon) wurde er 1864 zum Ritter der Ehrenlegion ernannt.
Er starb 1864 im Alter von 57 Jahren und wurde auf dem Cimetière de Loyasse beigesetzt.

## Projekte
- Église Saint-Potin de Lyon[4] entspricht einer Einrichtung, ohne die eine Pfarrgemeinde nicht existieren könnte. Seit 1827 wurde der Gottesdienst in einem sehr beengten Raum gefeiert, der zuvor als Lagerhaus diente und zwischen der Rue Malesherbes und der Rue Godefroy lag. Das Hospiz unterstützt das Projekt zum Bau einer Kirche und überlässt 1.856 m² seines Grundstücks unentgeltlich, unter der einzigen Bedingung, dass auf diesem Grundstück eine Kirche gebaut wird. Die Ausschreibung des Projekts wurde vom Pariser Joannès Pellet gewonnen. Seine Bauzeit wurde jedoch als zu lange bewertet, so dass man Christophe Crépet damit beauftragte. Dieser hatte die Vorstellung, diese Kirche zu einer Kirche „von ionischem Typ, aber reicher, ernster, monumentaler“ zu machen. Er änderte 1837 den Plan dahingehend, dass er den Glockenturm durch eine Kuppel ersetzte. Die von Crépet vorgenommenen Änderungen waren jedoch so erheblich, dass sie die vom Gemeinderat geschätzten Kosten weit überschritten. Tatsächlich ordnete er nicht genehmigte Arbeiten an und überschritt damit seine Funktion als Gemeindebeamter. Er würde das Budget um das Doppelte überziehen, 257 657 Franken statt 145 000 Franken. Crépet wird gerügt, aber das Budget wird schließlich genehmigt. Die Kirche St. Potin ist zu Weihnachten 1843 fertig.
- Kirche von Sainte-Foy-lès-Lyon[5]
- Plan zur Neugestaltung des Rive gauche von Lyon (1845). Er weckt damit die Idee zu einem Stadtpark im Norden des linken Ufers, dem Parc de la Tête d’Or.
- La Guillotière. Christophe Crépet veröffentlicht 1845 einen Plan zur Neugestaltung der Ortschaft, als er Nachfolger von Scève als Architecte-voyer wurde. Von nun an sollte der Plan des linken Ufers einem Schachbrettmuster ähneln: den Plänen von Jean-Antoine Morand, von Scève (1827) und von Van Doren (1843–1846). Die Veröffentlichung des Plans von Crépet erfolgt am 5. Januar 1845: Südlich des Cours de Brosses zeigt eine orthogonale Route den zu urbanisierenden Sektor in Richtung Fort de la Motte und Fort du Colombier, berührt jedoch nicht den ehemals urbanisierten Teil der Gemeinde La Guillotière. Der Cours Sainte-Elisabeth (heute Rue Garibaldi) verläuft entlang der Kaserne Part-Dieu[6] bis zur Festung Tête d’Or im Norden. Es entstand ein System aus quadratischen und rechteckigen Plätzen. Dieser Entwurf wird angenommen, aber der Regierung nicht vorgelegt. Er wird als solcher nicht realisiert, dient jedoch dem weiteren Vorgehen. Dieses gesamte Gebiet umfasst riesige, spärlich bebaute Räume, die über sechs Brücken zugänglich sind. Die Stadt sieht «eine glückliche Metamorphose: Plantagen und Wälle haben sie umgestaltet, zahlreiche und reiche Bauten wurden errichtet, Straßen und Plätze großzügig angelegt; das bildet bis heute den schönsten Stadtteil von La Guillotière». Diese Situation weckt das Misstrauen der Bewohner des Zentrums und auch derjenigen von Croix-Rousse, die auf ihrem Hügel jenseits der Stadtmauern leben. J.-G. Gors sieht hier ein Beispiel, dem er folgen wollte, als er einen Plan zur Strukturierung des Plateaus von Croix-Rousse vorlegt: «Bitte verlieren Sie nicht die großartigen Beispiele aus den Augen, die Sie vor sich haben. Die beiden schönsten Stadtteile von Lyon, Perrache und Brotteaux, tauchten aus den Sümpfen des Ganges auf, dank der einzigen Anstrengung eines kühn konzipierten und mit Mut und Ausdauer ausgeführten Plans.»

## Ehrungen
- Die Rue Crépet in Lyon ist nach ihm benannt worden.[7]

### Anmerkung
1. ↑  deutsch Plan zur Verschönerung des linken Ufers und des Stadtviertels La Guillotière.

| Personendaten    | Personendaten           |
| ---------------- | ----------------------- |
| NAME             | Crépet, Christophe      |
| KURZBESCHREIBUNG | französischer Architekt |
| GEBURTSDATUM     | 11. Mai 1807            |
| GEBURTSORT       | Lyon                    |
| STERBEDATUM      | 5. November 1864        |
| STERBEORT        | Lyon                    |